# Cymothoe hirundo
Cymothoe hirundo är en fjärilsart som beskrevs av Otto Staudinger 1891. Cymothoe hirundo ingår i släktet Cymothoe och familjen praktfjärilar. Inga underarter finns listade i Catalogue of Life.